# Drogoszewo (Mazovië)
Drogoszewo is een plaats in het Poolse district  Wyszkowski, woiwodschap Mazovië. De plaats maakt deel uit van de gemeente Wyszków en telt 200 inwoners.